# Kaymakam
Kaymakam (también deletreado kaimakam y caimacam) es el título usado por el gobernador de una provincia en la República de Turquía. También era el título usado por los gobernadores de las diversas provincias en el Imperio otomano.

## Etimología
El término en turco moderno Kaymakam proviene de dos palabras árabes usadas en Turquía: kâim (قائم), que significa "en el lugar de" y makâm (مقام), usado en el contexto de "posición" o "estatus". En tiempos otomanos, un kâim-makâm era el agente del estado que representaba al sultán a nivel local. Hoy en día, el kaymakam es el representante del gobierno.

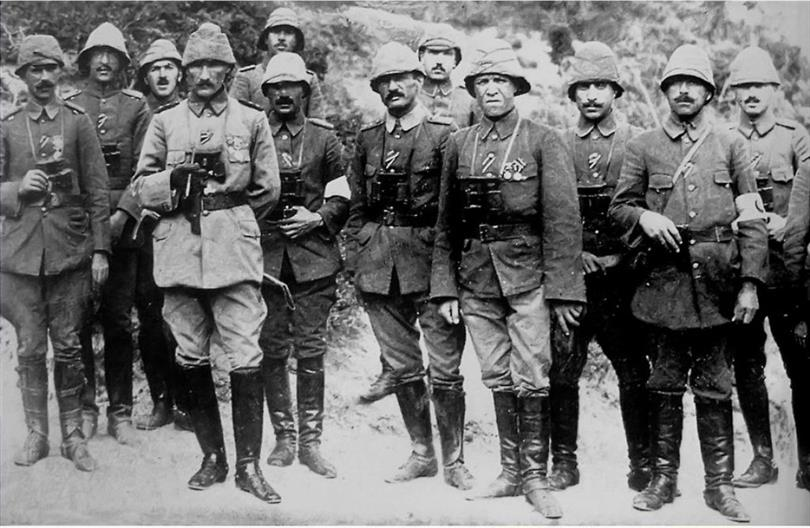
Mustafa Kemal Atatürk sirviendo como kaymakam en 1915.

## Historia
Según algunos, el primer kaymakam de la historia fue Ali Ibn Abi Talib, quien, supuestamente, fue nombrado por Mahoma como primer califa. Por lo tanto, se considera que Alí sirvió "en el lugar de" Mahoma.
El término tomó un significado más específico en la historia de Moldavia y Valaquia, donde se refiere al sustituto temporal del hospodar (príncipe) durante el gobierno de los fanariotas. En este contexto la palabra debería escribirse caimacam, ya que en rumano, el cargo se escribe căimăcămie.
Desde el establecimiento de la soberanía otomana en 1872 y hasta su conversión en protectorado británico en 1916, los hakims (dirigentes locales) de Arabia y Catar ostentaron también el título de kaymakam. De la misma forma, los tres hakims de Kuwait llevaron el título de origen turco, así como los hakims de Baréin.
En el ejército otomano y en el de Egipto, el título de kaymakam se usó para referirse a "teniente coronel". También se aplicaba a los comandantes navales. Mustafa Kemal Atatürk sirvió como kaymakam del 57.º regimiento en la batalla de Galípoli.